# 中川雅之
中川 雅之（なかがわ まさゆき、1970年3月14日 - ）は、兵庫県神戸市出身のスタジオ・ミュージシャンで、ギタリストである。元フリースピリット音楽芸能学園のギター科講師。

## 略歴
- 高校時代: 16歳で NANIWA EXPRESS の岩見和彦にギターを習い始める。
- 高校卒業後、武蔵野音楽学院でジャズを学ぶ。卒業後、プロ活動を開始。
- 2007年: Gentle Cats Session の名でセッション活動を開始。途中から元T-SQUAREのサックス奏者である宮崎隆睦が参加。
- 2008年: 岡本郭男、坪井寛らとツインギターセッションユニット A.O.Session を結成。2009年7月までに3回ライブを開催。
- フュージョンバンド Piecework を再結成。年に数回のライヴ活動を定期的に行う。

## 人物・エピソード
- Jリーグ・ヴィッセル神戸の熱烈なサポーターである[1]。
- 宮崎隆睦とは、高校時代に地元で一緒にバンドを組んでいた[2]。
- ギターは、スティーヴ・ルカサー・モデルとして知られる MusicMan LUKE BFR も使用[3]。
- 岡本らとのユニット「A.O.Session」のA.O.は、「アツオ・オカモト」が由来[4]。

## 主なレコーディング及びライブサポート
AAA、デーモン閣下、石井一孝、藤あや子、伍代夏子、奥井雅美、尾崎亜美、諸岡ケンジ、柏木由紀、渡辺麻友、山本彩、指原莉乃、小嶋陽菜、高橋みなみ、Chelip、せのしすたぁ、他多数